# Musée du Grand Serment Royal et de Saint-Georges des Arbalétriers de Bruxelles
Le musée du Grand Serment Royal et de Saint-Georges des Arbalétriers de Bruxelles est un musée situé place Royale 7-9/impasse du Borgendael à Bruxelles.

## Historique et description
Le musée a été créé par les membres de la gilde du Grand Serment des Arbalétriers afin de préserver la collection d'arbalètes anciennes et plus de 1600 pièces rassemblées au cours des générations successives d'arbalétriers. Le musée présente l'histoire de la Gilde, fondée en 1381 et détaille les techniques de tir à l'arbalète depuis l'Antiquité ainsi que les techniques de fabrication, de réparation et de conservation de l'arbalète traditionnelle.